# فريد علي
فريد علي، حكم كرة قدم إماراتي دولي.
و قد حكم في كأس الخليج 2002، وقد أدار مباراة منتخب قطر لكرة القدم ومنتخب الكويت لكرة القدم في 26 يناير 2002.

## روابط خارجية
- فريد علي على موقع Soccerway.com (الإنجليزية)